# Conseil national du gouvernement
Le Conseil national du gouvernement (en espagnol : Consejo Nacional de Gobierno) fut l'organe dirigeant le pouvoir exécutif de l'Uruguay entre 1952 et 1967. Il fut établi par la constitution de 1952 (articles 149 à 173).

## Historique

### Antécédents
L'Uruguay avait vu la création d'un triumvirat en 1853 composé par Venancio Flores, Juan Antonio Lavalleja et Fructuoso Rivera, mais ce triumvirat était un cas d'urgence après l'épisode de la Guerra Grande qui frappa l'Uruguay.

L'idée en elle-même d'un collège de personnes pour diriger le pouvoir exécutif avait été imaginée au début du XXe siècle par José Batlle y Ordóñez pour démocratiser le plus possible la politique et pour éviter les prises de pouvoir par les militaires.

### Une expérience inédite
Les élections eurent lieu aux mois de novembre des années 1954, 1958 et 1962.

### Les présidents du Conseil
Sauf mention contraire, le mandat débute le 1er mars.
- 1952 : Andrés Martínez Trueba (Parti Colorado, liste 15)
- 1955 : Luis Batlle Berres (Colorado, liste 15)
- 1956 : Alberto Fermín Zubiría (Colorado)
- 1957 : Arturo Lezama (Colorado)
- 1958 : Carlos Fischer (Colorado)
- 1959 : Martín R. Echegoyen (Blanco Herrerismo)
- 1960 : Benito Nardone (Blanco Liga Federal de Acción Rural)
- 1961 : Eduardo Víctor Haedo (Blanco Herrerismo)
- 1962 : Faustino Harrison (Blanco)
- 1963 : Daniel Fernández Crespo (Blanco)
- 1964 : Luis Giannattasio (Blanco, à partir du 27 février 1964, après le décès de Fernández Crespo)
- 1965 : Washington Beltrán (Blanco)
- 1966 : Alberto Héber Usher (Blanco)

### Retour vers un système présidentiel
En 1967 alors que le pays s'enfonçait dans une dépression économique et sociale sans précédent, les membres Colorados remirent en place un régime présidentiel moins démocratique mais plus fort avec la constitution de 1967.

## Fonctionnement
Le conseil était constitué par un collège de neuf membres élus de manière directe par le peuple pour 4 ans, sans réélections consécutives. Les résolutions étaient votées à la majorité pour approuver ou refuser par exemple les lois éditées par le pouvoir législatif ou encore pour nouer ou rompre les relations extérieures du pays. Le président du Conseil (Presidente del Consejo) était désigné par ses pairs pour une période d'un an non renouvelable.

## Le rôle politique
L'article 168 de la constitution compte les 23 rôles donnés au Conseil. Les plus importants sont :
- désigner et limoger les ministres de l'État ;
- être le chef suprême des armées et, par conséquent, définir la politique extérieure en étant le représentant de l'Uruguay à l'étranger ;
- ratifier les lois proposées par le pouvoir législatif (Asamblea General), proposer les modifications et de nouvelles lois si besoin.

L'article 170 donne l'une des mesures les plus restrictives pour les membres du Conseil puisqu'il dispose qu'ils ne peuvent pas sortir des frontières de l'Uruguay plus de sept jours sans l'accord au préalable de l'Assemblée générale (le pouvoir législatif).